# Kneginja Anastasija
Kneginja Anastasija (rus. Бедная Настя) ruska je telenovela, snimljena 2003. godine. Radnja serije smeštena je u 19. vek i prati sudbinu mlade lepotice Ane Platonove. Serija ima 127 epizoda, a producirala ju je kuća Amedia, zajedno sa Sony Pictures.
Glavne uloge tumačili su Jelena Korikova, Danil Strahov i Petar Krasilov.
Ovo je najskuplji ruski televizijski projekat, budući da je trebalo izdvojiti dosta novca za kostime i scenografiju.
Najavljeno je snimanje drugog dela (mada je drugi deo neophodan, budući da su sudbine nekih junaka ostale neizvesne), ali ono još uvek nije počelo. Producenti serije se nisu izjašnjavali povodom toga. Samo se zna da je Jelena Korikova potvrdila učešće u drugom delu.

## Sinopsis
Knez Petar Mihajlovič Dolgoruki je u braku sa Marijom Aleksejevnom dobio troje dece - Andreja, Lizu i Sonju. Ipak, on u braku sa Marijom Aleksejevnom nije bio srećan, tako da je potražio ljubavnicu. Njegova ljubavnica je postala Marfa Jegorovna, sluškinja sa njegovog imanja. U jednom trenutku, Marija Aleksejevna saznaje za njihovu vezu i puca u Pjotra. On i Marfa se sakrivaju, a Marfa rađa kćerku, za koju Pjotr ne zna. Marfa odlazi kod Sičihe, žene o kojoj kruže priče da je veštica, i tamo se porađa. Sičiha kaže Marfi da je njena kćerka umrla na rođenju, a onda malu devojčicu daje svom zetu, bogatašu Ivanu Ivanoviču Korfu, koji je inače i najbolji prijatelj Petra Mihajloviča. Znajući ko je mala devojčica, on prihvata da je čuva, pazi i vaspitava. Devojčica dobija ime Anastasija.
Priča zapravo počinje 20 godina kasnije, kada je Anastasija odrasla devojka. Ona živi pod imenom Ana Platonova, i ni sama ne zna priču o svom poreklu. Ona je živela kao sestra sa sinom Ivana Ivanoviča, Vladimirom, i zaljubljuje se u njegovog najboljeg prijatelja Mihaila. Ana je prelepa mlada devojka, u koju se zaljubljuje mnogo muškaraca. Savršeno je vaspitana, ali je ipak samo - kmetica. Ali, Ivan Ivanovič se njoj ophodio kako je i zaslužila - sa poštovanjem koje zaslužuje svaka kneginja. To izaziva ljubomoru druge kmetice, Poline, koja se trudi da zagorča Ani život. Ani život takođe zagorčava upravnik imanja, Karl Modestovič, koji se prosto lepi za novac, i trudi se da opljačka svog gazdu.
Rađa se ljubav između kneginjice Lize Dolgorukaje i Vladimira, ali tu vezu ne odobrava Marija Aleksejevna, koja je ljuta na Ivana Ivanoviča, jer je sve vreme znao za vezu Marfe i Petra, a nije joj rekao. Ipak, Vladimir odlazi u vojsku i zaljubljuje se u Olgu Kalinovskaju, u koju je takođe zaljubljen prestolonaslednik Aleksandar. Njih dvojica se bore u duelu, ali ih sprečavaju vojnici cara Nikolaja. Vladimir i njegov sekudant Mihail ne bivaju osuđeni na smrt, ali ih izbacuju iz vojske.
U tom trenutku, umire i Ivan Ivanovič. Ali, ne prirodno, već je ubijen. Glavna osumnjičena je Ana, jer joj je Ivan Ivanovič prepisao deo svog bogatstva. Vladimir dolazi kući da istraži očevo ubistvo. On želi da se Ana uhapsi, ali se tada zaljubljuje u nju. 
Vladimir mora da se izbori sa mnogim Aninim udvaračima da bi osvojio njeno srce, a ponajviše sa svojim drugom Mihailom, koji je Anina velika ljubav. On u početku želi da sakrije svoja osećanja prema Ani, ali onda joj to otvoreno pokazuje.
Ispostavi se da je za ubistvo kriva Marija Aleksejevna, koja je ubila Ivana Ivanoviča iz osvete. Ispostavlja se i da je Petar Mihajlovič živ, i on se daje u potragu za izgubljenom kćerkom. Nakon mnogo nagađanja, on najpre pretpostavi da je njegova kćerka Polina, ali se kasnije ispostavi da je to Ana.
Serija, tačnije prvi deo, završava se zajedničkim venčanjem Mihaila i Lize, Vladimira i Ane.

## Uloge
- Jelena Korikova ... Ana Platonova / Anastasija Dolgorukaja Korf
- Danil Strahov ... Vladimir Ivanovič Korf
- Petar Krasilov ... Mihail Aleksandrovič Repnjin
- Dmitrij Isaev ... princ Aleksandar Nikolajevič
- Jekatarina Klimova ... Natalija Aleksandrovna Repnjina
- Dmitrij Ševčenko ... Karl Modestovič Šuler
- Aleksandar Filipenko ... Andrej Platonovič Zabalujev
- Olga Ostroumova ... Marija Aleksejevna Dolgorukaja
- Albert Filozov ... Ivan Ivanovič Korf
- Ana Tabanjina ... Lizaveta Petrovna Dolgorukaja
- Anton Magarskij ... Andrej Petrovič Dolgoruki
- Ludmila Kurepova ... Sofija "Sonja" Petrovna Dolgorukaja
- Viktor Veržbicki ... car Nikolaj I Pavlovič
- Alena Bornačuk ... carica Aleksandra I Fjorodovna
- Svetlana Toma ... Sičiha
- Nina Usatova ... Varvara
- Marina Kazankova ... Olga Kalinovskaja / Bolotova Elena Dimitrijevna
- Emanuil Vitoran ... Pjotr Mihajlovič Dolgoruki
- Ana Gorškova ... Polina Penjkova

## Spoljašnje veze
- http://www.bednayanastya.ru/
- https://web.archive.org/web/20071013081252/http://serialnastya.com/index_eng.htm
- http://www.programmatv.tk/ Архивирано на веб-сајту  (12. октобар 2007)
- https://web.archive.org/web/20070928162531/http://tvnovellas.info/?lang=en&page=serial&id=23